# Kemer
Kemer este un oraș în sud-vestul Turciei, situat pe litoralul Mării Mediterane, la poalele munților Taurus. Are 49,383 de locuitori (2022) și este centru administrativ al districtului cu același nume din provincia Antalya și o importantă stațiune turistică. Portul oferă facilități pentru practicarea sporturilor nautice iar pe faleza din apropierea portului se află multe magazine, cafenele, restaurante și baruri cochete. Golful cu vegetația bogată și plajele întinse fac din Kemer una din cele mai populare stațiuni de pe Riviera Turcească.
1. ↑   https://statoids.com/ytr.html Lipsește sau este vid: |title= (ajutor)
2. ↑   https://www.lexpera.com.tr/resmi-gazete/metin/gun-isigindan-daha-fazla-yararlanmak-amaciyla-butun-yurtta-uygulanan-ileri-saat-uygulamasinin-devam-3 Lipsește sau este vid: |title= (ajutor)